# HD214946
HD214946 — хімічно пекулярна зоря спектрального класу A5, що має видиму зоряну величину в смузі V приблизно  7,2.
Вона  розташована на відстані близько 521,9 світлових років від Сонця.

## Фізичні характеристики
Телескоп Гіппаркос зареєстрував фотометричну змінність  даної зорі з періодом    1,52 доби в межах від  Hmin= 7,28 до  Hmax= 7,23.